# Kovalski Fly
Kovalski Fly es un fanzine valenciano que se publicó en los años noventa y contaba con la presencia de varios autores ilustres (Nel Gimeno, Sento) y con otros que después despuntaron como es el caso de Lalo Kubala, Pedro Vera y Luis Durán además de otros autores que se dedicaron a otras áreas (ilustración, diseño, arte) como es el caso de Gerard Miquel (dibujante y editor), Parrondo (ilustrador y pintor), Olaf Ladousse, Coca Vilar (pintora), César Tormo y Oliveiro Dumas entre otros.

## Trayectoria
La época dorada del fanzine tuvo lugar en el año 1997 cuando le fue otorgado el Primer Premio al mejor fanzine en el Salón del Cómic de Barcelona.
| Años | Números | Título        | Autoría         | Tipo  |
| ---- | ------- | ------------- | --------------- | ----- |
| 1998 |         | Palmiro Capón | Ladislao Kubala | Serie |